# Óslandshlíðarfjöll
Óslandshlíðarfjöll är en bergskedja i republiken Island. Den ligger i regionen Norðurland vestra, 220 km nordost om huvudstaden Reykjavík. Den sträcker sig i sydöstlig riktning från Hofsós. De högsta topparna är över 1000 meter.